# 버즈 오브 프레이 (드라마)
《버즈 오브 프레이》(영어: Birds of Prey)는 미국의 TV 드라마로, DC 코믹스의 슈퍼히어로 팀 버즈 오브 프레이를 소재로 했다. 배트맨이 버린 고담시티를 배경으로 헌트리스, 오러클, 다이나의 활약을 그린다. 2002년부터 2003년까지 WB 채널에서 총 13회를 방영하였다.

## 출연진

### 주연
- 애슐리 스콧 - 헬레나 카일 / 헌트리스
- 디나 마이어 - 바버라 고든 / 오러클
- 레이철 스카르스텐 - 다이나 레드먼드 (랜스)
- 셰마 무어 - 제시 리스 형사
- 이언 애버크롬비 - 알프레드 페니워스
- 미아 사라 - 할린 퀸젤 박사 / 할리 퀸

### 조연
- 숀 크리스천 - 웨이드 브릭스턴
- 로버트 패트릭 베네딕트 - 깁슨 카프카
- 브렌트 색스턴 - 맥낼리 형사
- 매기 베어드 - 셀리나 카일 / 캣우먼

## 같이 보기
- 버즈 오브 프레이 (할리 퀸의 황홀한 해방)